# René Novotný
René Novotný (Čeladná, Tchecoslováquia, 10 de junho de 1963) é um ex-patinador artístico tcheco. Novotný conquistou com Radka Kovaříková uma medalha de ouro e uma de prata em campeonatos mundiais, e uma medalha de prata em campeonatos europeus. Novotný competiu nos Jogos Olímpicos de 1988 com Lenka Knapová e nos Jogos Olímpicos de Inverno de 1992 e 1994 com Radka Kovaříková.

## Principais resultados

### Com Radka Kovaříková
| Resultados                                            | Resultados        | Resultados        | Resultados        | Resultados       | Resultados       | Resultados        | Resultados    | Resultados    | Resultados    | Resultados    | Resultados    | Resultados    |
| Internacional                                         | Internacional     | Internacional     | Internacional     | Internacional    | Internacional    | Internacional     | Internacional | Internacional | Internacional | Internacional | Internacional | Internacional |
| Evento/Temporada                                      | 1989– 1990        | 1990– 1991        | 1991– 1992        | 1992– 1993       | 1993– 1994       | 1994– 1995        |               |               |               |               |               |               |
| ----------------------------------------------------- | ----------------- | ----------------- | ----------------- | ---------------- | ---------------- | ----------------- | ------------- | ------------- | ------------- | ------------- | ------------- | ------------- |
| Jogos Olímpicos                                       |                   |                   | 4.º               |                  | 6.º              |                   |               |               |               |               |               |               |
| Campeonato Mundial                                    | 8.º               |                   | Medalha de prata  | 4.º              | 5.º              | Medalha de ouro   |               |               |               |               |               |               |
| Campeonato Europeu                                    | 6.º               | 4.º               | 4.º               | 4.º              | 4.º              | Medalha de prata  |               |               |               |               |               |               |
| Grand Prix International de Paris                     | Medalha de bronze |                   | Medalha de prata  | Medalha de prata |                  | 4.º               |               |               |               |               |               |               |
| Nations Cup                                           |                   | Medalha de bronze | Medalha de bronze |                  |                  |                   |               |               |               |               |               |               |
| Nebelhorn Trophy                                      | Medalha de bronze |                   |                   |                  |                  |                   |               |               |               |               |               |               |
| NHK Trophy                                            |                   | 6.º               | Medalha de prata  |                  | Medalha de prata | Medalha de prata  |               |               |               |               |               |               |
| Skate America                                         |                   | Medalha de prata  |                   | Medalha de prata |                  | Medalha de bronze |               |               |               |               |               |               |
| Skate Canada International                            |                   |                   |                   |                  | Medalha de prata |                   |               |               |               |               |               |               |
| Nacional                                              |                   |                   |                   |                  |                  |                   |               |               |               |               |               |               |
| Campeonato Tcheco                                     |                   |                   |                   |                  | Medalha de ouro  |                   |               |               |               |               |               |               |
|                                                       |                   |                   |                   |                  |                  |                   |               |               |               |               |               |               |
| Legenda: Competição não foi disputada nesta temporada |                   |                   |                   |                  |                  |                   |               |               |               |               |               |               |

### Com Lenka Knapová
| Resultados                                                            | Resultados    | Resultados    | Resultados    | Resultados    | Resultados    | Resultados    | Resultados    | Resultados    | Resultados    | Resultados    | Resultados    | Resultados    |
| Internacional                                                         | Internacional | Internacional | Internacional | Internacional | Internacional | Internacional | Internacional | Internacional | Internacional | Internacional | Internacional | Internacional |
| Evento/Temporada                                                      | 1984– 1985    | 1985– 1986    | 1986– 1987    | 1987– 1988    |               |               |               |               |               |               |               |               |
| --------------------------------------------------------------------- | ------------- | ------------- | ------------- | ------------- | ------------- | ------------- | ------------- | ------------- | ------------- | ------------- | ------------- | ------------- |
| Jogos Olímpicos                                                       |               |               |               | WD            |               |               |               |               |               |               |               |               |
| Campeonato Mundial                                                    |               | 10.º          | 10.º          | 11.º          |               |               |               |               |               |               |               |               |
| Campeonato Europeu                                                    | 7.º           | 6.º           | 4.º           | 6.º           |               |               |               |               |               |               |               |               |
| NHK Trophy                                                            |               |               | 4.º           |               |               |               |               |               |               |               |               |               |
| Skate Canada International                                            |               |               |               | 7.º           |               |               |               |               |               |               |               |               |
|                                                                       |               |               |               |               |               |               |               |               |               |               |               |               |
| Legenda: WD = Abandonou; Competição não foi disputada nesta temporada |               |               |               |               |               |               |               |               |               |               |               |               |

### Com Jana Havlová
| Campeonato Mundial | 15.º |
| Campeonato Europeu | 9.º  |